# Michael Godhe
Nils Harald Michael Godhe, född 1964 i Norrköping, är en svensk idéhistoriker.

## Biografi
Michael Godhe disputerade 2003 vid tema Teknik och social förändring, Linköpings universitet, på den idéhistoriska studien Morgondagens experter. Tekniken, ungdomen och framsteget i populärvetenskap och science fiction i Sverige under det långa 1950-talet. Avhandlingen recenserades av Carl Johan Gardell i Svenska Dagbladet som bland annat skrev "på ett förtjänstfullt sätt har idéhistorikern Michael Godhe dragit fram ett omfattande källmaterial i ljuset som ytterst få forskare har uppmärksammat. Boken Morgondagens experter bidrar till att kasta ljus över 1950-talet, den idylliserade Guldålder då tron på att en teknologisk folkhemsutopi fanns inom räckhåll gick hand i hand med den existentiella skräcken för ett nukleärt Harmagedon".
Godhe har varit redaktör for antologierna Frigörare? Moderna svenska samhällsdrömmar (2005, tillsammans med Martin Kylhammar) och Möjliga världar. Tekniken, vetenskapen och science fiction (2010, tillsammans med Jonas Ramsten). Han har även återkommande publicerat artiklar under rubriken Under strecket i Svenska Dagbladet.
Godhe är universitetslektor i kultur och medieproduktion för Campus Norrköping vid Linköpings universitet.
Godhe är före detta medlem i Humtank. Han är också medlem i nätverket CFS (Critical Future Studies) som han startat tillsammans med Luke Goode. Nätverket handlar om forskning kring framtidsstudier från ett kritiskt perspektiv.